# Veille stratégique
 (novembre 2016).
Si vous disposez d'ouvrages ou d'articles de référence ou si vous connaissez des sites web de qualité traitant du thème abordé ici, merci de compléter l'article en donnant les références utiles à sa vérifiabilité et en les liant à la section « Notes et références ».
Pour les articles homonymes, voir Veille.
La veille, veille stratégique ou veille informationnelle est l’activité de collecte d’informations stratégiques pour anticiper les évolutions et innovations,. C'est une « activité continue en grande partie itérative visant à une surveillance active de l’environnement technologique, commercial, etc., pour en anticiper les évolutions ».
On peut résumer la « veille » par le fait de se tenir au courant des informations pertinentes en rapport avec un thème précis. Contrairement à la recherche d'informations qui est ponctuelle et dépend d’un besoin immédiat, la veille est une activité continue prévue à l’avance et s’effectuant sur une plus longue durée.
Elle regroupe les techniques de recherche d'information, traitement de l'information et de visualisation d'informations. La veille stratégique est une aide à la prise de décision  pour une entreprise ou une administration, voire un État grâce à une analyse des évolutions tendancielles et de leur environnement. La veille est de nature itérative et prospective afin d'anticiper les changements dans l'environnement de l'organisation et d'éviter des événements indésirables.
Elle se concentre sur les nouvelles informations publiées. Elle a une visée prospective et non rétrospective. En d’autres mots, la veille rassemble un ensemble d’activités réfléchies, structurées et continues visant à obtenir l’information la plus actuelle possible sur un sujet donné et à diffuser cette information à un ou des requérants intéressés. 
De plus, le processus de veille ne peut pas être seulement réduit au suivi de l’information. Le processus doit être accompagné par une composante stratégique. Ainsi, elle doit passer par une collecte d’informations, mais aussi par une extraction ainsi que des mises en évidence des tendances et des signaux faibles. Il s’agit de signes annonciateurs d’évolutions qui pourraient avoir un impact sur l’environnement économique, technique, réglementaire d’une organisation. Ainsi, une veille peut servir à mettre à jour ses connaissances, à s’inspirer des meilleures pratiques, à se comparer entre organisations publiques, à améliorer sa réflexion, à mieux comprendre l’environnement, et même parfois à légitimer des décisions déjà prises ou sur le point d’être prises.
La veille a été révolutionnée par l'arrivée des moteurs de recherche sur la Toile depuis les années 1990. Depuis, elle a évolué en s’adaptant aux divers changements des technologies, techniques et usages. Vers 2020, la veille est devenue une pratique de plus en plus collaborative. Elle s’appuie sur des sources variées ; des données, des documents, des contenus multimédias et des réseaux humains.

## Caractéristiques générales
Il est possible de caractériser une veille selon plusieurs critères : 
- sa finalité (opérationnelle / stratégique & prospective ; scientifique / technique ; Recherche/développement...),
- le nombre et la qualité des destinataires,
- l'étendue des thèmes à surveiller, la nature et la diversité des sources,
- le niveau de valeur ajoutée (et donc la qualification et l'analyse de l'information),
- la mise à disposition des données, la présentation des données et enfin l'inter-réactivité (augmentation de la communication entre responsables et employés) [7].

La veille peut s'appliquer à de l'information et extraction de connaissances orale ou écrite, réelle ou modélisée, à de l'imagerie (aérienne et satellitale notamment). Dans le monde du renseignement, qui a des méthodes particulières, on parle de HUMINT (intelligence humaine) et de OSINT (intelligence des sources ouvertes).
Le veilleur a notamment un rôle de décryptage d'évènements de signaux faibles, de stratégies d'influence (adverses ou non) : il doit identifier les méthodes de diversion et de désinformation employées par des entités (fournisseurs, concurrents, adversaires, alliés).
Il est essentiel d’analyser l’information que l’on a collectée, car il peut y avoir du bruit, il faut choisir les informations les plus pertinentes en fonction des différentes sources et aussi sélectionner ce qu’on va diffuser par la suite. On pourra voir par exemple ce que l'on sait déjà et ce qu’on cherche à savoir.
La diffusion est l’élément primordial de la veille, on ne fait pas de veilles juste pour avoir des informations, mais aussi pour les transmettre, notamment via une note de veille. On peut aussi la diffuser via une liste de diffusion, pour donner l’information plus facilement aux autres personnes.
La veille peut être freinée par des problèmes de communication intra-entreprise (des individus peuvent faire de la rétention d'information, par manque de partage), par un contexte politique (« guerre de pouvoirs »), par manque d'accès à des ressources informationnelles importantes, ou à la suite de problèmes techniques (systèmes d'information insuffisants).

## Objectifs
Le principal but de la veille est de mieux cerner son environnement et pour anticiper ses évolutions et aider à la prise de décision. Pour ce faire, il convient de cibler l’information que l'on souhaite obtenir et les objectifs en fonction des besoins à combler. Pour cela, il faut utiliser des sources officielles, fiables et variées. On procède généralement en faisant un plan de veille définissant la durée de celle-ci, le type d’information que l’on souhaite collecter et les sources que l’on va utiliser. Il est bon de savoir que la veille a pour but de collecter des informations pertinentes qui vont être diffusées au sein de l’entreprise ou de l’organisme. La veille est principalement réalisée par un veilleur ou un documentaliste qui peuvent s’en occuper à temps plein ou partiel.
Selon l'observatoire Digimind, les objectifs admis pour les entreprises en général en matière de veille stratégique sont : "développer des parts de marché (72 %), innover (70 %), appuyer sa croissance externe (41 %), exporter (40 %)…".
Plus précisément, le processus de veille stratégique permet de réduire l’incertitude, de détecter les signaux faibles et de soutenir la prise de décision. La veille permet, en amont, de donner du sens à des éléments d’informations disparates, à questionner, à mieux comprendre l’environnement interne et externe et découvrir les signaux faibles, tout en favorisant l’enrichissement des connaissances et de nourrir l’intuition pour ainsi contribuer à anticiper les tendances et les évolutions dans un domaine. Elle permet aussi, en aval, lorsqu’une décision a déjà été prise ou sur le point d’être prise, d’établir la pertinence de ces décisions.

## Outils
L'essor des technologies Internet a fortement fait évoluer la veille stratégique en permettant à des entreprises de collecter et de traiter avec plus de facilité un grand nombre d'informations. Cette banalisation a également rendu la veille stratégique accessible à des entreprises de taille plus modeste, à l'image par exemple de PME industrielles.
Mais l'explosion quantitative des données et l'insuffisance des canaux permettant leur synthèse imposent une remise en cause permanente des outils et organisations attachés à la veille stratégique pour éviter sa propre obsolescence.
On trouve deux méthodes :
- La méthode pull : le veilleur va rechercher les informations, en dépouillant la presse par exemple. Si cette méthode permet d’écarter immédiatement les résultats non pertinents, c’est un processus chronophage et très lourd.
- La méthode push : l’information vient au veilleur, via des agrégateurs de flux RSS, des alertes Google ou des outils spécialisés[12]. Cette méthode a l’avantage d’automatiser sa veille, de gagner du temps, et donc de respecter une certaine régularité dans sa veille. Le problème réside essentiellement dans le fait de préciser bien en amont sa recherche afin d’éviter de se faire submerger par des résultats non pertinents ou trop larges[13].

## Degré d'accessibilité
Dans le domaine de la veille et de l’intelligence économique, les professionnels distinguent l'information selon trois degrés d'accessibilité :
- l'information blanche, accessible par les moteurs de recherche classiques ou encore les sources ouvertes et accessibles à tous ;
- l'information grise, qui nécessite des techniques plus avancées, mais elle est caractérisée par des difficultés dans la connaissance de son existence ou de son accès ;
- l'information noire, une information protégée et accessible uniquement à certains.

## Typologie
Il existe plusieurs types de veille. Chacun d'entre eux répond à un objectif bien précis choisi par l'organisation qu'il sert.
- La veille commerciale : évalue les pratiques commerciales d'une activité visée
- La veille concurrentielle : évalue les concurrents et leur positionnement
- La veille créative[14] : veille sur les idées nouvelles et les opportunités d'innovation, elle est surtout pratiquées par les entreprises créatives spécialisées dans le Design, la Mode, la Publicité, etc.
- La veille d'opinion : veille sur les opinions des consommateurs formulées en ligne, sur des espaces publics permettant aux internautes d'interagir (espaces souvent appelés 2.0).
- La veille des positions Google[15] : évalue les entreprises les plus visibles sur le web
- La veille environnementale : veille sur les informations et réglementations sur l'environnement
- La veille financière : détecter les mouvements sur les marchés financiers, monétaires et de matières premières pouvant affecter l'entreprise, sur ceux des titres de l'entreprise elle-même et ceux des entreprises similaires concurrentes ou dans lesquelles elle a des intérêts ou avec lesquelles elle travaille
- La veille horizontale : évalue les secteurs voisins
- La veille juridique (ou réglementaire, ou normative) : surveillance des novations et modifications législatives et réglementaires et des décisions de justice et administratives applicables aux activités de l'entreprise
- La veille marketing : permet d'identifier de nouveaux marchés, proposer des produits nouveaux à ses clients et accompagner le lancement d'un nouveau produit
- La veille médiatique : veille sur les informations traitées par différentes sources médias ciblées en fonction d'un sujet déterminé
- La veille politique (ou institutionnelle) : étude des réseaux de pouvoirs dans les institutions publiques
- La veille réglementaire : surveillance des nouveaux textes législatifs, réglementaires voire techniques (normes) pouvant concerner l'entreprise (obligation sociale, norme technique, etc)
- La veille sectorielle : observation d'un secteur dans ses aspects les plus divers (clients/concurrents/acteurs). Peut être assimilée à de la veille verticale (op. horizontale)
- La veille sociale : veille sur les évolutions et réglementations en matière sociale
- La veille sociétale : veille sur les questions de société qui touchent directement ou indirectement l'entreprise et plus précisément la question de la responsabilité sociétale des entreprises,
- La veille tarifaire[15] : surveillance des prix et des promotions de la concurrence
- La veille technologique : surveillance des innovations techniques (généralement par l'étude des brevets : veille propriété industrielle et intellectuelle) et des normes, voire influence pour la modification (accompagnement à l'évolution) des normes

## Insertion dans les organisations

### Pour les entreprises
La veille stratégique est avant tout une compétence exercée au cœur des grandes entreprises,.
La cellule de veille doit être insérée dans un triangle relationnel de trois directions fonctionnelles à savoir selon l'observatoire Digimind "la stratégie (80 %), le marketing (77 %) et le business développement (76 %) (ou direction commerciale)". Ce triangle sera dépassé si l'analyse requiert des expertises plus pointues (Directions R&D, Juridique, Finances, etc.).
Pour les PME et TPE, l'externalisation de la fonction semble incontournable pour pouvoir apporter une vraie valeur ajoutée sur le long terme. À court terme, une veille stratégique très ciblée peut être supportée par des outils internes.

### Pour les administrations
La veille stratégique est devenue depuis quelques années une veille reconnue au plus haut niveau des États et s'intègre naturellement dans les travaux relevant de l'intelligence économique et du renseignement au sens classique du terme.

### Pour les centres d’information
Dans certaines organisations, autant privées que publiques, la mise en commun et la mise en réseau des centres d’information sont requises pour mieux gérer les ressources et offrir un meilleur service.
Dans certains cas, les services d’information qui pratiquent la veille peuvent faire partie de bibliothèques spécialisées dans une organisation, mais on note que de plus en plus les spécialistes de l’information sont intégrés dans des équipes de travail et jouent un rôle important dans les groupes stratégiques. Ainsi, les compétences des bibliothécaires dans l’identification, l’organisation et la diffusion de l’information sont reconnues à l’extérieur du milieu des bibliothèques. Les diverses équipes de professionnels de l’information au sein des organisations sont souvent intégrées pour offrir des services de plus en plus rapides et proactifs, en format électronique, en lien avec le développement des ressources intranet et des services de recherches et de veille. Les spécialistes de l’information contribuent au contenu de l’intranet et d’autres portails spécialisés. Ce qui est essentiel pour gérer des sources externes (par exemple des abonnements, des nouvelles, des fils en format RSS), mais aussi pour optimiser la gestion des documents produits à l’interne (par exemple, des rapports d’analyses). Dans l’avenir, plusieurs centres prévoient offrir encore plus d’outils électroniques (portail, intranet, technologie RSS, services d’alertes, bases de données créées à l’interne) afin de fournir à leurs clients de l’information à valeur ajoutée.
De plus, les centres d’information doivent relever plusieurs défis concernant les fusions et acquisitions, l’implantation et l’adaptation aux nouvelles technologies de l’information et la gestion des ressources d’information stratégique de l’organisation. Les spécialistes de l’information procèdent à la mise à jour informationnelle quotidienne. Les professionnels ont un rôle de soutien face à leurs clients n’ayant pas le temps et la capacité de le faire eux-mêmes.

## Étapes de la veille stratégique
La veille stratégique est fondée autour des six grandes étapes suivantes, :
1re étapedéfinir les besoins
Il est essentiel de définir les besoins en fonction des objectifs stratégiques de l'entreprise. Les besoins diffèrent selon la taille de l'entreprise en question. Pour ce faire, il est important de comprendre ses forces, ses faiblesses, les menaces et les opportunités de son environnement.
Pour définir correctement les besoins, il est nécessaire de déterminer des axes de développement, préciser la cible (entreprise, partenaire, client) de cette veille, effectuer une planification du plan de recherche où l'on mettra en évidence les limites concernant les délais et les coûts, puis on s'interrogera sur les informations que l'on souhaite se procurer (qualitatif et quantitatif).
Il y a deux outils importants qui permettent d’identifier les éléments importants pour établir les objectifs de la veille :
- La méthode SWOT (FFOM) : permet d’identifier plusieurs éléments et faire le point sur les enjeux stratégiques de l’organisation.
- La matrice de veille (outil mis au point par Maria Schuller et présenté dans Humbert Lesca, Veille stratégique : la méthode L.E.SCAnning, Colombelles, Éditions EMS, 2003, coll. Gestion en liberté, p. 65) : permet de formaliser avec un tableau croisé la relation entre les objectifs avec les sources à surveiller par l’organisation.

2e étapecollecter les sources d'informations
Une entreprise doit procéder à une recherche minutieuse concernant le choix de leurs sources d'informations. De nos jours, il existe un grand nombre d'outils de recherche. Il faut donc être prudent sur le choix de la source.
Tout d'abord, l'entreprise peut posséder une base de données regroupant toutes les sources internes.
En ce qui concerne les sources externes à l'entreprise, elles sont multiples telles que les sites internet, les réseaux sociaux, les lettres d'information, les presses spécialisées, etc. Internet est le moyen le plus rapide pour se procurer une information. Par ailleurs, il faut recenser l'information la plus pertinente pour la veille stratégique en s'assurant de prendre des données concrètes et réelles. Il ne faut pas hésiter à payer une ou deux sources, celles-ci auront un niveau de fiabilité beaucoup plus important.
Aussi, se rendre en personne à des salons ou à des rencontres entre associations permet de se créer un réseau et d'obtenir les informations souhaitées.
3e étaperegrouper les informations
Après avoir effectué la collecte des sources d'informations, il est nécessaire de regrouper toutes les informations.
On différencie les informations de deux types : 
- les informations formelles (internet, les revues de presse, les bases de données, etc.)
- les informations informelles (salons, rencontres en personne avec des clients, etc.)

4e étapeanalyser les informations
Il faut ensuite analyser les informations collectées et se procurer les informations qui sont les plus stratégiques en vérifiant la source, mais aussi sa pertinence. Par la suite, il faut repérer les analyses internes et externes en travaillant sur le fond et la forme.
5e étapediffuser l'information
Enfin, les résultats sont dévoilés aux collaborateurs ou aux commanditaires.
Il y a différents moyens pour communiquer cette information. Elle peut être sous forme électronique (messagerie professionnelle, intranet) ou bien sous une forme papier.
6e étapesauvegarder le résultat de la veille
Les résultats d'une recherche peuvent être utiles pour une prochaine veille. Au fur et à mesure, les recherches pourront être affinées et améliorées.
Ces différentes étapes se renouvèlent en continu.

## La veille relative à l'image de l'entreprise
Internet occupe une place importante dans les outils de recherche utilisés par les potentiels clients d'une entreprise. Aussi, cette dernière se doit de maîtriser sa E-réputation, afin d'éviter de nuire à son résultat. En ce sens, il est important que les entreprises fassent de la veille régulière.

### Revue Scientifique
- Technological Forecasting and Social Change [archive], Elsevier
- Futures [archive], Elsevier
- Futuribles - Revue [archive]
- Futures & Foresight Science [archive], Wiley
- Foresight, Emerald
- Journal of Futures Studies